# Yamaha CS-80
A Yamaha CS-80 egy 1977-ben kiadott polifónikus analóg szintetizátor. Maximum 8 szólamot képes megszólaltatni egyidejűleg és ezek a legtöbb korabeli szintetizátortól eltérően egymástól elektronikailag függetlenek. Szólamonként két külön szintetizátorral van felszerelve és mindkettőnek saját vezérlői vannak a panelen, így a hangszer egyszerre két különböző hangszínen is képes megszólalni. Ezen kívül több nem módosítható, előre rögzített hangszínnel és négy paraméter-tárolóval is rendelkezik, utóbbiak vezérlése kisméretű potenciométerekkel történik (eltérően a nem sokkal később megjelent Prophet-5 digitális hangszínmemóriájától).
Kivételesnek mondhatóak azok a funkciók, amelyek a kifejező játékot teszik lehetővé. A szintetizátor billentyűzete egyszerre volt leütés érzékeny (mint egy zongora) és nyomásérzékeny („aftertouch”). A legtöbb modern elektronikus billentyűzettől eltérően a nyomásérzékenység külön-külön alkalmazható az egyes hangokra (polifónikus nyomásérzékenység), nem pedig csak a legerősebben lenyomott billentyűt veszi figyelembe a szintetizátor. Ezen kívül egy szalagkontrollerrel (ribbon controller) is ellátták a hangszert, amely lehetővé teszi a polifónikus hangmagasság-hajlítást és a glissandot.
A hangszer gyártását 1980-ban leállították. A Sequential Circuits Prophet-5 és az Oberheim OB-X polifón analóg szintetizátorokkal együtt a CS-80-at gyakran úgy emlegetik, mint a valaha volt egyik legkiemelkedőbb polifónikus analóg szintetizátor és a monofónikus Moog moduláris szintetizátorhoz hasonlóan többnyire a legmagasabb összegekért található meg a használt piacon az összes szintetizátor közül.

## Szoftveres és hardveres replikák
CS-80-at emuláló szoftverszintetizátorok is készültek digitális audio munkaállomásokhoz, szekvenszer szoftverekhez és más olyan szoftverekkel való használatra, amelyek támogatják azokat a plug-in formátumokat, amelyekhez ezek a szoftveres hangszereket fejlesztették és kiadták:  ezek a „CS-80 V” az Arturia-tól, amely 2003-ban jelent meg, a „ME80” a memorymoon-tól, amely 2009-ben jelent meg, valamint a 2022-ben megjelent „GX-80” a Cherry Audio-tól, amely nem csak a CS-80-at emulálja, hanem egyben annak elődjét, a GX-1-et is.
A teljes CS-80-nak nincsenek ismert hardveres replikái. A 2014-es NAMM Show-n a Studio Electronics bemutatta új Boomstar SE80 szintetizátorát, amely a CS-80 szűrőszekciójának másolatát tartalmazza. A 2018-as NAMM Show-n a Black Corporation bemutatta a Deckard's Dream-et, egy rackbe szerelhető szintetizátort, amely CS-80 ihlette architektúrával rendelkezik és támogatja a polifónikus nyomásérzékenységet kompatibilis, harmadik féltől származó külső billentyűzeteken keresztül.
2019-ben a Yamaha bemutatta a Reface CS-t, egy 37 billentyűs mini szintetizátort, amely a CS-80-on alapul.

## Vangelis
Vangelis, görög zeneszerző egyik fő hangszereként használta a Yamaha CS-80-at. Eképpen jellemezte: „A pályafutásom legfontosabb szintetizátora – és számomra a valaha volt legjobb analóg szintetizátor ... Rengeteg gyakorlásra van szüksége annak, aki a megfelelő technikával akar rajta játszani, de ez azért van, mert ez az egyetlen szintetizátor, amelyet valódi hangszerként tudnék leírni, elsősorban a billentyűzete miatt – továbbá a felépítése miatt és amiatt is, hogy mit lehet vele elérni.”
A CS80 kifejező játékmódot lehetővé tevő funkciói kiválóan hallhatóak Vangelis Szárnyas Fejvadász című filmhez készült filmzenéjében – amelyben a CS-80 kiemelten szerepel – valamint a zeneszerzőnek a Tűzszekerek című filmhez készült filmzenéjében. Ezen kívül pedig a Ki vagy, Doki? című sorozat Peter Howell által 1980-ban írt témazenéjének basszus motívuma esetében is meghatározóak ezek a funkciók.

## Híres felhasználók

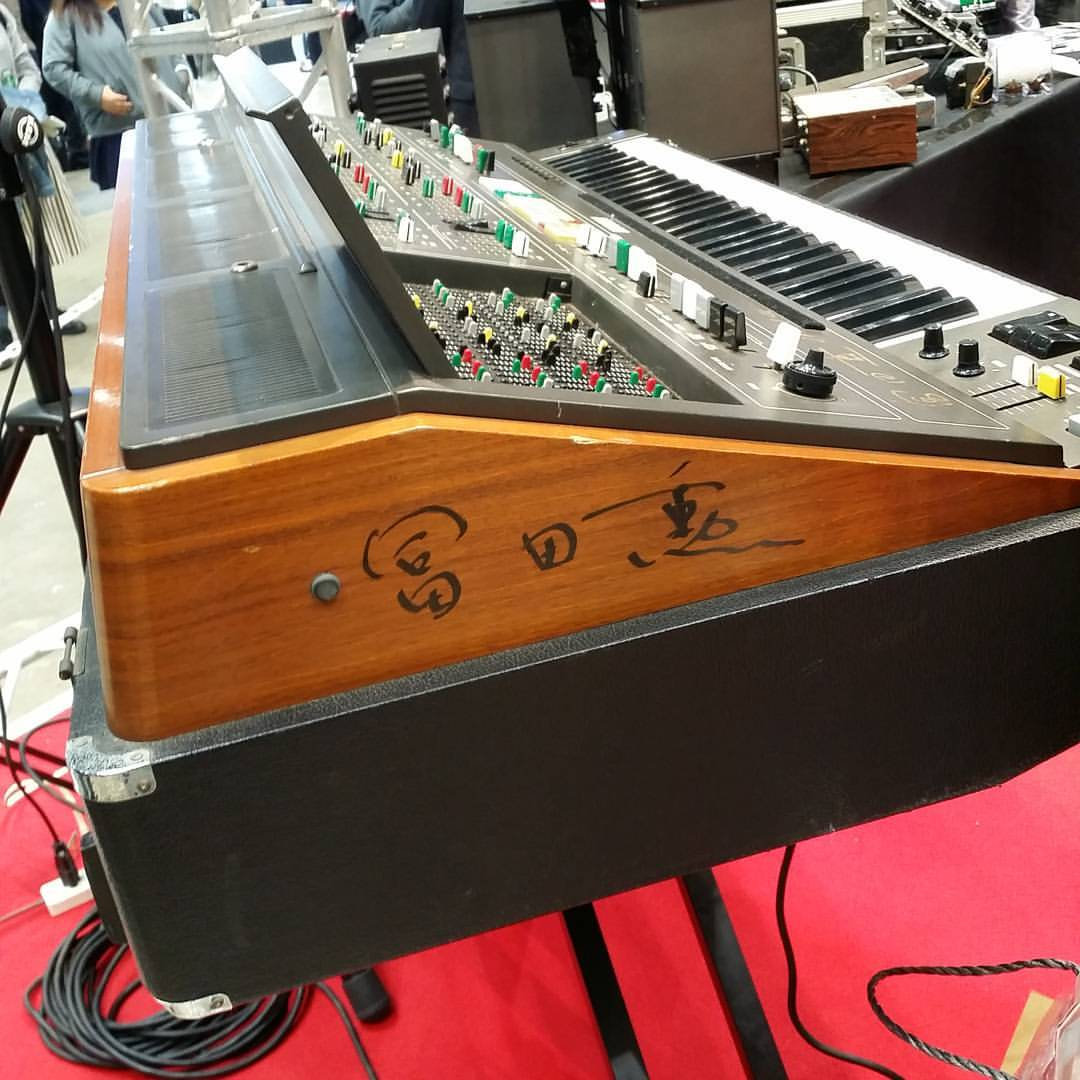
Yamaha CS-80 Tomita Iszao aláírásával.

| - 10cc - ABBA – Benny Andersson egy Yamaha CS-80-at használt 1979-től, legfőképpen a Lay All Your Love on Me (1980) című dalban. - After the Fire – Peter Banks – nem összetévesztendő a Yes gitárosával, Peter Banks-szel egy YouTube videóban magyarázza el a CS-80 sokoldalúságát - Tori Amos - Tony Banks (Genesis) - Roy Bittan (Bruce Springsteen) - Barclay James Harvest, vendég billentyűs Kevin McAlea játszott a CS80-on az Eyes of the Universe albumon | - BT - Kate Bush - Coldplay - Daft Punk - Electric Light Orchestra, az 1979-es Discovery, Xanadu és Time albumokon. - Ken Freeman a Jeff Wayne's Musical Version of The War of the Worlds albumon - Peter Gabriel a szóló karrierjében | - Peter Howell egy CS-80-at használt az általa komponált Ki vagy, Doki? sorozat főcímzenéjében a basszushoz és egy hangeffekthez a szám végén - Jean-Michel Jarre - Eddie Jobson - Seth Justman / J. Geils Band - Jesper Kyd - Michael Jackson saját maga játszott a CS-80-on a Billie Jean című számban - Nero | - Paul McCartney/Wings - Giorgio Moroder - Klaus Schulze - Kraftwerk - Squarepusher - Cat Stevens (Yusuf Islam), az Izitso albumon - Toto, a leghíresebb példa erre az "Africa" és a "Rosanna" című számok a Toto IV albumról (a glissando effektus a szintetizátoros szólóban hallható a "Rosanna" című számban és a CS-80 a videoklipben is látható) | - Ultravox - Vangelis - Steve Winwood - Stevie Wonder - Yellow Magic Orchestra |

## Lásd még
- Yamaha GX-1, egy 1973-ban kiadott polifonikus szintetizátor
- CS-15
- CS-60

## Bibliográfia
- Jenkins, Mark. Analog Synthesizers: Understanding, Performing, Buying. Taylor & Francis
- Yamaha CS80 - Polysynth (Retro)
- Reid, Gordon: The Yamha CS80. Gordon Reid's Vintage Synthesis (gordonreid.co.uk), 2013. május 18. [2014. szeptember 17-i dátummal az eredetiből archiválva]. (Hozzáférés: 2022. február 14.)
- Yamaha CS-80, 64. o. (1990. szeptember 1.). OCLC 24835173

## Fordítás
Ez a szócikk részben vagy egészben  a   Yamaha CS-80 című angol Wikipédia-szócikk ezen változatának fordításán alapul.  Az eredeti cikk szerkesztőit annak laptörténete sorolja fel. Ez a jelzés csupán a megfogalmazás eredetét és a szerzői jogokat jelzi, nem szolgál a cikkben szereplő információk forrásmegjelöléseként.

## Külső linkek
- Részletes információs oldal (angol nyelven)
- VintageSynth.com cikk (angol nyelven) Archiválva 2009. február 19-i dátummal a Wayback Machine-ben